# Osikovo (distrikt i Tărgovisjte)
Osikovo (bulgariska: Осиково) är ett distrikt i Bulgarien.   Det ligger i kommunen Obsjtina Popovo och regionen Tărgovisjte, i den centrala delen av landet, 230 km öster om huvudstaden Sofia.